# Нурда (приток Ёмы)
Нурда — река в России, протекает в Вологодском районе Вологодской области. Устье реки находится в 40 км по правому берегу реки Ёма. Длина реки составляет 15 км.
Исток Нурды находится на западной окраине деревень Подомарцево и Подгорье (Спасское сельское поселение) в 23 км к юго-западу от Вологды. В верхнем течении также называется Коланка.
Река течёт на север, затем на запад, крупных притоков нет. В верхнем течении протекает в 500 метрах западнее крупного посёлка Перьево, а в нижнем — в 500 м северней деревни Хохлево (Спасское сельское поселение). Кроме них на берегах — нежилые деревни Обросцево и Кишкино.

## Данные водного реестра
По данным государственного водного реестра России относится к Двинско-Печорскому бассейновому округу, водохозяйственный участок реки — Северная Двина от начала реки до впадения реки Вычегда, без рек Юг и Сухона (от истока до Кубенского гидроузла), речной подбассейн реки — Сухона. Речной бассейн реки — Северная Двина.
По данным геоинформационной системы водохозяйственного районирования территории РФ, подготовленной Федеральным агентством водных ресурсов:
- Код водного объекта в государственном водном реестре — 03020100312103000006516
- Код по гидрологической изученности (ГИ) — 103000651
- Код бассейна — 03.02.01.003
- Номер тома по ГИ — 03
- Выпуск по ГИ — 0